# 苹果中毒门
蘋果中毒門是指蘋果公司的產品代工廠因化學污染導致多名代工廠員工中毒的事件。苹果公司已於2011年2月15日承认有137名苹果中国供应商的员工受到正己烷的中毒。

## 新聞報道
- 蘋果中國供應商陷“中毒門” （页面存档备份，存于）
- 蘋果中毒門 37人獲補助[永久]
- 苹果供应商赔偿91位中毒员工1000万元 （页面存档备份，存于）
- 36家非營利性環保組織追蹤蘋果中毒門 （页面存档备份，存于）